# Línea 41 (S-Trein Lieja)
La línea 41 de S-Trein Lieja es una línea que une la estación de Herstal con la de Verviers, ambas en la provincia de Lieja, pasando por Lieja.
Es la tercera línea en número de estaciones, distancia y duración de la red.

## Historia
Tras la implementación de la red S-Trein Bruselas, SNCB comenzó a trabajar en la extensión del sistema a otras ciudades belgas, entre las cuales se encuentra Lieja. Por ello, el 3 de septiembre de 2018, se inauguró la red, con 4 líneas iniciales. Entre ellas, se encuentra la línea .

## Correspondencias
- entre Liège-Guillemins y Herstal
- entre Liège-Guillemins y Herstal
- en Liège-Guillemins

## Estaciones
|  |   |  | Estación            | Municipio     | Correspondencia                                             |  |
|  | - |  | ------------------- | ------------- | ----------------------------------------------------------- |  |
|  | ■ |  | Herstal             | Herstal       | 76                                                          |  |
|  | ■ |  | Liège—Saint-Lambert | Lieja         | 1 4 12 19 24 53 61 71 72 73 75 81 82 83 84 85 88 90 94 175  |  |
|  | ■ |  | Liège—Carré         | Lieja         |                                                             |  |
|  | ■ |  | Liège—Guillemins    | Lieja         | 1 2 3 4 9 17 25 27 30 48 58 64 65 90 94 138 140 240 248 377 |  |
|  | ■ |  | Angleur             | Lieja         | 26                                                          |  |
|  | ■ |  | Chênée              | Lieja         | 30 31 64 65                                                 |  |
|  | ■ |  | Chaudfontaine       | Chaudfontaine | 28 31                                                       |  |
|  | ■ |  | Trooz               | Trooz         | 31 33 188                                                   |  |
|  | ■ |  | Fraipont            | Trooz         |                                                             |  |
|  | ■ |  | Nessonvaux          | Trooz         | 31                                                          |  |
|  | ■ |  | Pepinster           | Pepinster     |                                                             |  |
|  | ■ |  | Verviers-Central    | Verviers      | 188 288 388 701 707 727                                     |  |

## Explotación de la línea

### Frecuencias
| Estaciones | Lunes a viernes | Lunes a viernes | Lunes a viernes | Sábados, domingos y festivos |
| Estaciones | 5h - 14h        | 15h - 16h       | 17h - 21h       | Sábados, domingos y festivos |
| ---------- | --------------- | --------------- | --------------- | ---------------------------- |
| Hestal     | -               | 30 min          | -               | 60 min                       |
| Guillemins | -               | 30 min          | -               | 60 min                       |
| 60 min     | 30 min          | 60 min          | 60 min          |                              |
| 60 min     | 30 min          | 60 min          | 60 min          | Angleur                      |
| 60 min     | 30 min          | 60 min          | 60 min          |                              |
| 60 min     | 30 min          | 60 min          | 60 min          | Trooz                        |
| 60 min     | 30 min          | 60 min          | 60 min          |                              |
| 60 min     | 30 min          | 60 min          | 60 min          | Verviers                     |

### Horarios
| Estaciones    | Tiempo | Tiempo  | Tiempo |
| ------------- | ------ | ------- | ------ |
| Herstal       | 0:04   | 0:13    | 0:46   |
| Saint-Lambert | 0:04   | 0:13    | 0:46   |
| 0:09          |        | 0:13    | 0:46   |
| Guillemins    |        | 0:13    | 0:46   |
| 0:04          | 0:33   |         | 0:46   |
| 0:04          | 0:33   | Angleur | 0:46   |
| 0:11          | 0:33   |         | 0:46   |
| Trooz         | 0:33   |         | 0:46   |
| 0:18          | 0:33   |         | 0:46   |
| Verviers      | 0:33   |         | 0:46   |

## Futuro
Por el momento no se prevén modificaciones en el servicio a futuro.